# Lennon (Bretanya)
Lennon (en bretó Lennon) és un municipi francès, situat a la regió de Bretanya, al departament de Finisterre. L'any 2006 tenia 738 habitants.

## Demografia
| 1962                                       | 1968 | 1975 | 1982 | 1990 | 1999 |
| ------------------------------------------ | ---- | ---- | ---- | ---- | ---- |
| 1.042                                      | 922  | 770  | 652  | 646  | 645  |
| Des de 1962: població sense dobles comptes |      |      |      |      |      |

## Administració
| Període | Identitat          | Partit |
| ------- | ------------------ | ------ |
| 2001-   | Jean-Luc Vigouroux |        |